# Фрост, Линдси
Ли́ндси Эли́забет Фрост (англ. Lindsay Elisabeth Frost; род. 4 июня 1962, Лос-Анджелес, Калифорния) — американская актриса

 и художница.

## Биография и карьера
Линдси Элизабет Фрост родилась 4 июня 1962 года в Лос-Анджелесе (штат Калифорния, США) в семье актёра Уоррена Фроста (1925—2017) и Мэри Вирджинии Калхун, проживших в браке 68 лет — с 1949 года и до смерти Фроста в 2017 году. У неё есть два брата — Марк Фрост (род. 1953) и Скотт Фрост, оба являются писателями и сценаристами.
Начиная с 1983 года, Линдси сыграла почти в пятидесяти фильмах и телесериалах, также занимается озвучиванием. Фрост появилась с гостевыми ролями в ряде телесериалов, в том числе в «Остаться в живых», «Юристы Бостона», «Акула», «C.S.I.: Место преступления», «C.S.I.: Место преступления Майами» и «Фрейзер». В настоящее время она является художником, представленным The Art of the Game Galleries в Лос-Анджелесе.
С 12 ноября 1988 года Линдси замужем за исполнительным продюсером Риком Джиолито. У супругов есть два сына — актёр Кейси Джиолито и питчер Лукас Фрост Джиолито (род. 14.07.1994).

## Избранная фильмография
| Год       |    | Русское название                  | Оригинальное название          | Роль                               |
| --------- | -- | --------------------------------- | ------------------------------ | ---------------------------------- |
| 1983      | с  | Блюз Хилл-стрит                   | Hill Street Blues              | Репортёр                           |
| 1984—1988 | с  | Как вращается мир                 | As the World Turns             | Элизабет «Бетси» Андропулос-Стюарт |
| 1988      | ф  | Мёртвый полицейский               | Dead Heat                      | Рэнди Джеймс                       |
| 1989      | с  | Закон Лос-Анджелеса               | L.A. Law                       | Стефани Холл                       |
| 1989      | с  | Тайны отца Даулинга               | Father Dowling Mysteries       | Кэти Люсиани                       |
| 1991      | с  | Она написала убийство             | Murder, She Wrote              | Дон Бикфорд                        |
| 1993      | с  | Подводная одиссея                 | seaQuest DSV                   | Саванна Росович                    |
| 1995      | тф | Оперативный центр                 | OP Center                      | Пэм Блюстоун                       |
| 1997—2001 | с  | Фрейзер                           | Frasier                        | Саманта Пирс                       |
| 2001—2006 | с  | Расследование Джордан             | Crossing Jordan                | Мэгги Мейси                        |
| 2002      | ф  | Возмещение ущерба                 | Collateral Damage              | Энн Брюэр                          |
| 2002      | ф  | Звонок                            | The Ring                       | Рут                                |
| 2002      | с  | C.S.I.: Место преступления Майами | CSI: Crime Scene Investigation | Адвокат Марджори Уэсткотт          |
| 2003      | с  | Справедливая Эми                  | Judging Amy                    | Натали Блейк                       |
| 2004      | с  | C.S.I.: Место преступления Майами | CSI: Miami                     | Джоанн Хендерсон                   |
| 2005      | с  | Остаться в живых                  | Lost                           | Сабрина Карлайл                    |
| 2006      | с  | Юристы Бостона                    | Boston Legal                   | Бет Гаттман                        |
| 2006      | с  | Акула                             | Shark                          | Клэр Старк                         |
| 2006—2007 | с  | Отряд «Антитеррор»                | The Unit                       | Сенатор Элизабет Уэбб              |
| 2007      | с  | Без следа                         | Without a Trace                | Кристин Вудс                       |
| 2014      | с  | Убийство первой степени           | Murder in the First            | Адель Вайликос                     |